# Martín Alfonso de Córdoba el Bueno
Martín Alfonso de Córdoba el Bueno (m. Córdoba, 8 de julio de 1349), conocido también como Martín Alfonso de Montemayor, fue un noble castellano de la Casa de Córdoba e hijo de Alfonso Fernández de Córdoba, señor de Cañete de las Torres y adelantado mayor de la frontera de Andalucía, y de Teresa Ximénez de Góngora.
Fue señor de Montemayor, Dos Hermanas, Duernas, las Salinas y el Galapagar, y señor de los Heredamientos de la Reina y
del Fraile y de los de Fernán-Núñez, Abencalez y Aguaxarón, siendo además alférez mayor y alcalde mayor de Córdoba y caballero de la Orden de la Banda.
Martín Alfonso fue el fundador del señorío y de la Casa de Montemayor, y el abad de Rute mencionó que estuvo «tan adornado de notables virtudes que por ellas mereció el renombre de Bueno», mientras que Tomás Márquez de Castro, por su parte, también elogió al personaje y afirmó que fue «uno de los caudillos militares más valerosos que se han conocido».

## Orígenes familiares
Fue nieto por parte paterna de Fernán Núñez de Témez, que fue señor de Dos Hermanas y de la Torre de Fernán Martínez, y de Leonor Muñoz. Y por parte materna era nieto de Luis Ximénez de Góngora, que fue señor de la Zarza y el Cañaveral, y de Ximena Íñiguez.
Fue hermano, entre otros muchos, de Fernando Alfonso de Córdoba, que fue señor de la Casa de Córdoba y de Cañete de las Torres, y de Leonor Alfonso de Córdoba, que contrajo matrimonio con Pedro Venegas, señor de la Casa de Venegas en Córdoba y alcalde mayor de dicha ciudad.

## Biografía

### Juventud y actuaciones durante la minoría de edad de Alfonso XI

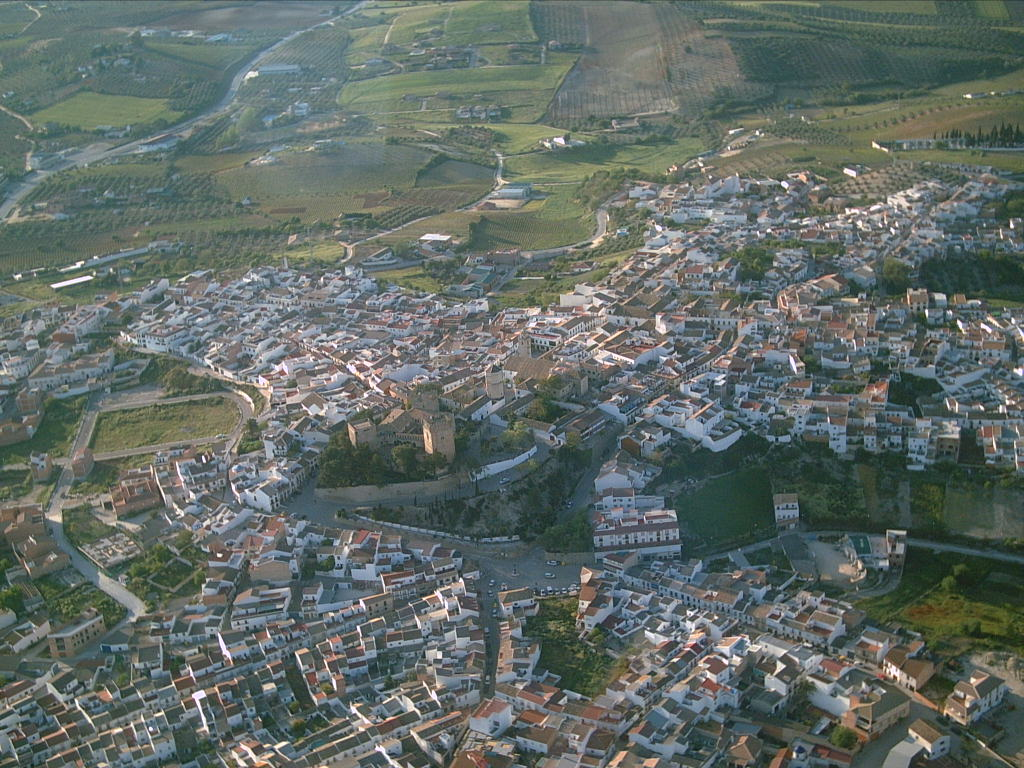
Vista aérea de Montemayor y de su castillo. (Provincia de Córdoba).

Se desconoce su fecha de nacimiento. Su padre, Alfonso Fernández de Córdoba, fue señor de Dos Hermanas y de Cañete de las Torres y de otros muchos heredamientos, y llegó a ocupar los cargos de alcalde mayor y alguacil mayor de Córdoba y también el de adelantado mayor de la frontera de Andalucía. Y Francisco Fernández de Béthencourt señaló que Martín Alfonso se crio primero en la Corte y posteriormente al lado de su padre y de sus hermanos «en lucha perpetua contra los moros granadinos y en constantes entradas por sus tierras», lo cual también ha sido mencionado por otros historiadores. Y en 1296, Martín Alfonso y su hermano Fernando Alfonso contribuyeron a defender, junto con su padre, el municipio cordobés de Baena de los ataques del rey Muhammad II de Granada, participando también en dicha defensa numerosos nobles cordobeses.
En el testamento que los padres de Martín Alfonso otorgaron en Córdoba el día 29 de junio de 1317, establecieron para él, que era el hijo segundogénito, un mayorazgo que comprendería el castillo y la villa de Dos Hermanas y todas sus posesiones en dicho lugar, y también las casas principales que sus padres estaban edificando en esos momentos junto al convento de San Agustín de Córdoba, según consta en un fragmento del mencionado testamento que fue publicado por Fernández de Béthencourt:

E otro si mandamos a Martin Alfon nuestro fijo la Casa de Dos Hermanas, con el heredamiento de las salinas que aora tiene Fernan Alfon, e con todo el heredamiento que yo y compré, y con esto le mandamos las casas que nos fazemos, que son cerca del Monasterio de San Agustín, con la güerta que se tiene con ellas, que fue de Don Juan el Eleito y de Doña Domenga su mujer. Estas casas le mandamos por razón que yo ove comprado el solar de sus dineros que él tenía de Don Fernan Perez Ponce, que tomamos estas dichas casas e estos castiellos que nos mandamos á los dichos Fernan Alfon, e Martin Alfon nuestros fijos, les damos en razón de nuestro tercio.

El adelantado Alfonso Fernández legó a sus hijos, como indicó Nieto Lozano, un conjunto considerable de bienes adquirido sobre todo mediante compras a lo largo de su vida, y aunque «apostó oficialmente por la primogenitura de su hijo» Fernando Alfonso, también dejó abierta una puerta para su hijo Martín, ya que le hizo una «generosa donación en razón del tercio», por lo que fue en estos momentos cuando nació la Casa de Montemayor, de la que Martín Alfonso fue el fundador. Pero Martín Alfonso añadió a los bienes que heredó de sus padres numerosas propiedades entre las que figuraban «cortijos, haciendas y yugadas de tierra», como señaló Nieto Lozano, a las que se sumaron los bienes que aportó como dote al matrimonio su esposa, Aldonza López de Haro, y el historiador José María Ruiz Povedano señaló que a lo largo de su vida Martín Alfonso:

prestó servicios de armas a la Corona, al concejo de Córdoba, a algún miembro de la oligarquía cordobesa, con el que estuvo a sueldo y sobre todo, se ejercitó acompañando en estas tareas a su padre, el Adelantado, y a su hermano, Fernán Alfonso, alguacil mayor de la ciudad.

Martín Alfonso de Córdoba estuvo presente en el Desastre de la Vega de Granada, que tuvo lugar el día 25 de junio de 1319 y donde perdieron la vida los infantes Pedro y Juan de Castilla el de Tarifa, que eran los jefes del ejército cristiano y los tutores del rey Alfonso XI durante su minoría de edad junto con la reina María de Molina. La muerte de los mencionados infantes en dicha batalla supuso el ascenso al poder absoluto en la Corte castellana del infante Felipe de Castilla, hijo de la reina María de Molina y apoyado por ésta, de Don Juan Manuel, nieto de Fernando III, y de Juan el Tuerto, hijo del infante Juan y nieto de Alfonso X, ya que cada uno de ellos controlaba una determinada zona geográfica de Castilla e intentaban alcanzar un mayor protagonismo político y ser nombrados tutores del rey Alfonso XI en sustitución de los infantes Pedro y Juan, a pesar de que en la Concordia de Palazuelos y en las Cortes de Burgos de 1315 quedó establecido que en caso de que alguno de los tres tutores muriese continuaría siéndolo aquel que quedase con vida, lo que legalmente convertía a la reina María de Molina en la única tutora legítima de su nieto. Y a causa de todo ello, en Castilla comenzó, como señaló Manuel García Fernández, un periodo de anarquía y de auténtica «guerra civil», y dicho historiador también subrayó la circunstancia de que Don Juan Manuel y Juan el Tuerto fueron apoyados por el rey Jaime II de Aragón.

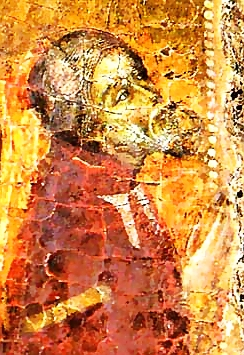
Retrato que se supone representa a Don Juan Manuel, nieto del rey Fernando III de Castilla. (Catedral de Murcia).

En Andalucía comenzaron las discordias entre los partidarios de Don Juan Manuel y los del infante Felipe, y Juan Ponce de Cabrera, que era primo segundo de Don Juan Manuel por ser los dos bisnietos del rey Alfonso IX de León, fue uno de sus más decididos y principales partidarios en Córdoba. Y a pesar de que la mayor parte de las ciudades de Andalucía respaldaban al infante Felipe, Don Juan Manuel contaba con numerosos partidarios en Córdoba, entre los que figuraban el propio Juan Ponce de Cabrera, Fernando Gutiérrez, obispo de Córdoba, Fernando Díaz Carrillo, señor de Santa Eufemia y alcalde mayor de Córdoba, Pedro Díaz, hermano del anterior, y Pedro Alfonso de Haro, señor de Chillón, siendo algunos de ellos mencionados, como señaló Sanz Sancho, en el capítulo XXVIII de la Crónica de Alfonso XI. Y los principales partidarios cordobeses del infante Felipe y de la reina María de Molina eran Arias de Cabrera, hermano de Juan Ponce de Cabrera, Alfonso Fernández de Córdoba, señor de Cañete de las Torres, adelantado mayor de la frontera de Andalucía y alguacil mayor de Córdoba, Fernando Alfonso de Córdoba, hijo del anterior y alguacil mayor de Córdoba por delegación de su padre, Pay Arias de Castro, señor de Espejo y alcaide del alcázar de Córdoba, Martín Alfonso de Córdoba, que era el alférez mayor de Córdoba, y Pedro Ximénez de Góngora, señor de Cañaveral, por lo que algunos autores han llamado a este último grupo el bando de los oficiales del rey. Y otros historiadores han añadido que tanto Martín Alfonso como los miembros de su familia, los Fernández de Córdoba, siempre apoyaron a la reina María de Molina y a su hijo, el infante Felipe, y aseguraron que «en todas estas andaduras, Martín Alfonso replicaba las habilidades guerreras de su hermano, quien a su vez, imitaba los pasos de su padre».
En el otoño de 1320 hubo graves enfrentamientos en Córdoba entre los partidarios de Don Juan Manuel y los oficiales reales que representaban a la Corona y defendían la legalidad vigente. Los representantes municipales de la ciudad solicitaron a la reina María de Molina, madre del difunto Fernando IV de Castilla y abuela de Alfonso XI, que destituyese a los alcaldes y al alguacil de la ciudad y les permitiese designar a los que ellos eligieran en asamblea vecinal. Pero la reina no accedió a sus demandas, argumentando que el privilegio de nombrarlos siempre había correspondido al rey, y les aconsejó que cuando se reunieran las Cortes del reino enviaran sus «mandaderos» para que presentaran allí sus peticiones y todo quedara resuelto en beneficio del rey y de la propia ciudad de Córdoba, según consta en la Crónica de Alfonso XI. Y el historiador Manuel García Fernández subrayó que bajo tales alborotos y reclamaciones lo que realmente subyacía era el enfrentamiento entre los dos bandos del patriciado urbano cordobés por controlar la ciudad y su reino, ya que la clásica interpretación de que se trataba de un conflicto entre los nobles y el pueblo, que en realidad llevaba mucho tiempo «alejado» del poder municipal, carece de fundamento en la actualidad.

Pero la negativa de la reina María de Molina a satisfacer las exigencias de los cordobeses provocó el descontento popular, y a pesar de que los partidarios del infante Felipe y de la reina intentaron defender la legalidad vigente, Juan Ponce de Cabrera y los suyos solicitaron a Don Juan Manuel que acudiera a Córdoba, ya que estaban dispuestos a reconocerle como tutor del rey. Y a continuación se alzaron en armas contra sus adversarios y ocuparon por la fuerza la zona de Córdoba conocida como la Axerquía, donde tapiaron dos de las puertas que comunicaban ese sector con la parte superior de la ciudad, siendo una de ellas probablemente la conocida como Puerta del Hierro y la otra la Puerta de la Pescadería, como afirmó el historiador José Manuel Escobar Camacho. Y después ocuparon el castillo del Puente y otras torres de la ciudad y obligaron a sus enemigos a refugiarse en el alcázar, que comenzaron a asediar y cuyo alcaide era Pay Arias de Castro, produciéndose además numerosos muertos y heridos por ambas partes. Y los protagonistas de la revuelta fueron Juan Ponce de Cabrera, el obispo de Córdoba, Fernando Gutiérrez, el señor y alguacil de Santa Eufemia, Fernando Díaz, el hermano de este último, Pedro Díaz, y Pedro Alfonso de Haro, y todos ellos, a excepción del obispo, eran vasallos del rey y tenentes de algunas fortalezas.

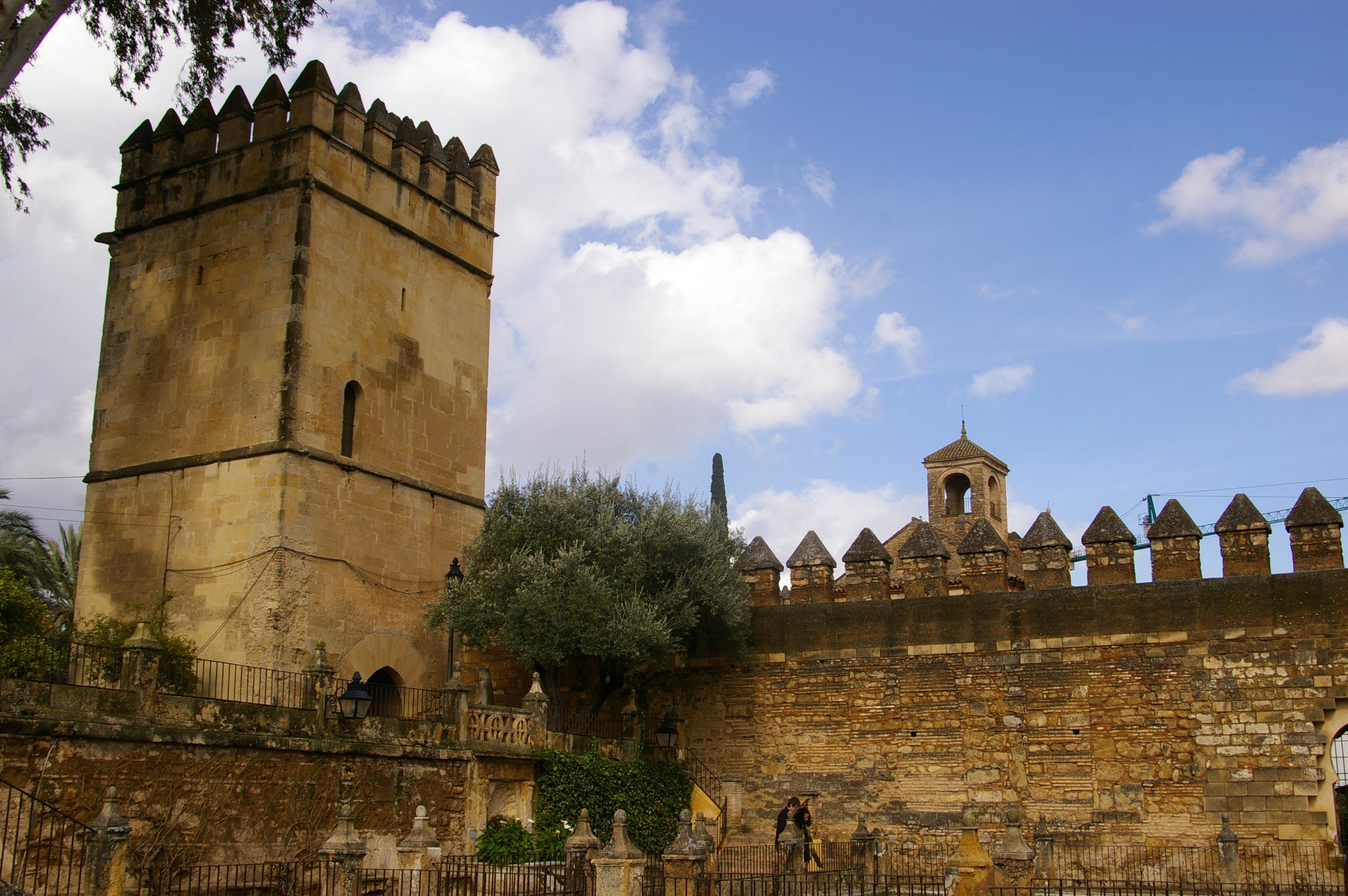
Alcázar de los Reyes Cristianos. (Córdoba).

Entre los defensores del alcázar, que eran acaudillados por Pay Arias de Castro, alcaide de la fortaleza, y por Alfonso Fernández de Córdoba, adelantado mayor de la frontera, figuraba Martín Alfonso de Córdoba. Pero cuando tuvieron conocimiento de que Don Juan Manuel se encontraba a dos leguas de Córdoba, negociaron su rendición y abandonaron la ciudad acompañados por sus esposas, según consta en el capítulo XXXII de la Gran Crónica de Alfonso XI:

En el alcaçar de Cordoua estaua Payo Arias de Castro, que lo tenie por el rrey, e Fernan Alfonso que era alguacil en la çibdad por el rrey, e pieça de otros caualleros de gente de la çibdad; e Pero Diaz hermano de don Fernando Diaz e Pero Alonso vno que se llamaua de Haro e el obispo de Cordoua e Joan Ponçe de Leon tomaron boz con el pueblo por don Joan hijo del ynfante don Manuel contra Alfonso e Payo Arias e Fernando Alfonso, e contra todos los que tenían con ellos que eran en la çibdad oficiales del rrey; e fueron armados contra el alcaçar; e fueron ay omes feridos e muertos. Edesque los del alcaçar supieron que don Joan fijo del ynfante don Manuel era a dos leguas de la çibdad, fueron muy desmayados, e fueronse del alcaçar e llevaron sus mujeres que tenían ay, e desanpararon el alcaçar e fueronse dende como omes de mala ventura. E otro dia llego ay don Joan e fallo el alcaçar desanparado e tomolo.

Pay Arias de Castro y sus compañeros abandonaron el alcázar junto con todos aquellos que defendían lo establecido por la Hermandad General de Andalucía y se refugiaron en Castro del Río, municipio al que posteriormente le sería concedido el título de «Leal» por Alfonso XI de Castilla, junto con otras mercedes, pero las posesiones y rentas de los que se refugiaron en dicho lugar fueron confiscadas por los partidarios de Don Juan Manuel, según afirmó Braulio Vázquez Campos. Y las posesiones de Martín Alfonso también fueron confiscadas, como indicó Fernández de Béthencourt.

### Actuaciones durante la mayoría de edad de Alfonso XI (1325-1349)

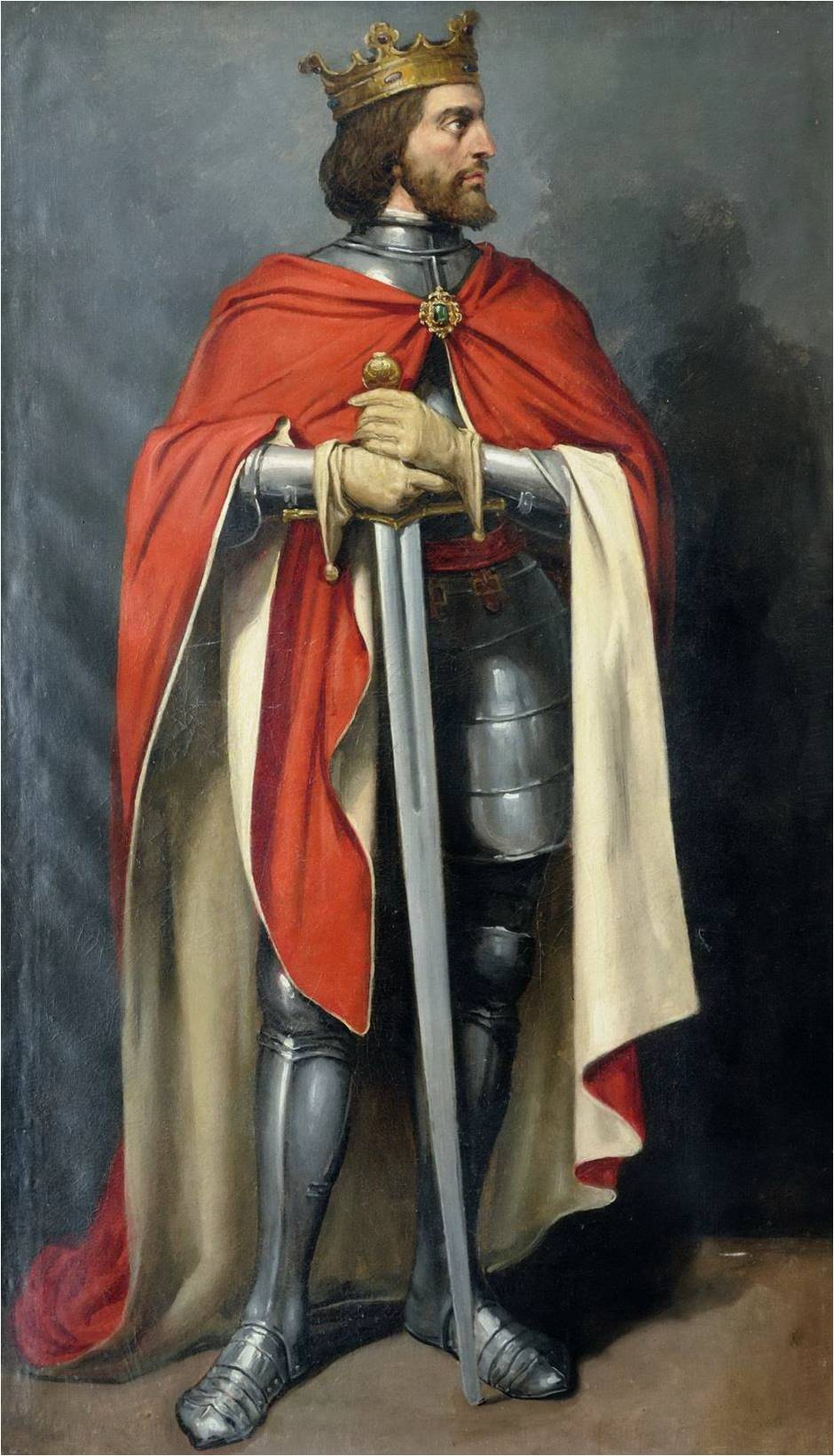
Retrato imaginario de Alfonso XI de Castilla, por José María Rodríguez de Losada. Ca. 1892-1894. (Ayuntamiento de León).

El día 13 de agosto de 1325 Alfonso XI cumplió catorce años y alcanzó la mayoría de edad y, a instancias de los procuradores reunidos en las Cortes de Valladolid de 1325, comenzó a gobernar personalmente sus reinos. Con ello, finalizaba el periodo de la minoría de edad del rey, caracterizado por la anarquía, la violencia y la inestabilidad, que provocaron la destrucción de muchos lugares y graves perjuicios a los habitantes de Castilla. El rey, dándose cuenta de que «la mi tierra es robada e estragada e yerma e las rentas son menguadas», orientó su política hacia el restablecimiento de la autoridad real y de la justicia en todo su territorio, que se habían visto muy mermadas tras varios años de desgobierno e inestabilidad.

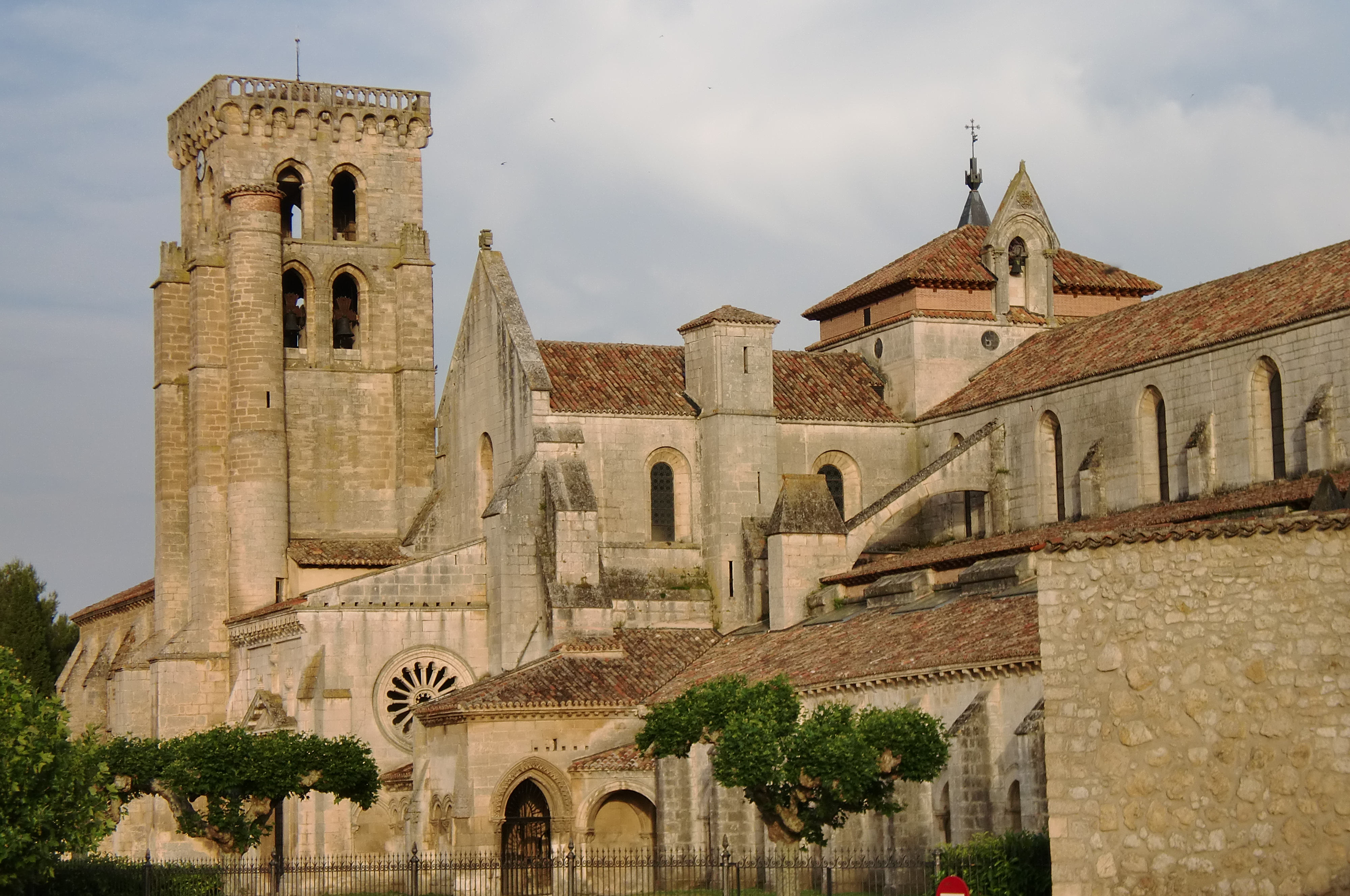
Exterior del monasterio de las Huelgas de Burgos. (Provincia de Burgos).

A Martín Alfonso de Córdoba le fueron restituidos sus bienes cuando Alfonso XI alcanzó la mayoría de edad, y en el testamento que el padre de Martín Alfonso otorgó en Castro del Río el día 25 de octubre de 1325, contando para ello con la «aprobación y aceptación» de su esposa, Teresa Ximénez de Góngora, confirmó de nuevo la donación del señorío de Dos Hermanas a su hijo Martín Alfonso, según consta en un fragmento del mencionado testamento publicado por Fernández de Béthencourt en el tomo IX de su Historia genealógica y heráldica de la monarquía española:

E mandamos al nuestro fijo Martin Alfonso la nuestra Casa de Dos Hermanas con todo quanto heredamiento nos y avemos, e con el heredamiento de las Salinas que se tiene con ello: Todo esto sobredicho que y mandamos á los dichos Fernan Alfonso y Martin Alfonso nuestros fijos, les mandamos en razón de nuestro tercio, porque son tierras que fizimos...Los quales castillos, casas y heredamientos que assi mandamos á los dichos nuestros dos fijos, damos selos y mandamos selos para ellos, e para sus descendientes e sucesores, en tal manera que lo non puedan vender, trocar, empeñar ni enagenar, sino que siempre permanezca en ser, e que finque siempre al fixo mayor varon de cada uno de ellos en su parte, e si fixo varon non hovieren, finque á la fixa mayor de cada uno para siempre jamás. E si alguno de los dichos nuestros dos fixos muriese sin fixos, fixas, ó herederos, haya y herede su parte el otro hermano que fincare vivo, ó su fixo, ó fixa mayor, ó sus descendientes en su línea derecha, guardando esta regla y orden para siempre jamás.

En dicho testamento el adelantado Alfonso Fernández de Córdoba también estableció que, en el caso de que alguno de sus otros herederos hiciera alguna reclamación y se opusiera a su voluntad, sus hijos Fernando Alfonso y Martín Alfonso recibirían la Dehesa del Galapagar. Y en agosto de 1326 Martín Alfonso luchó junto a Don Juan Manuel en la batalla de Guadalhorce, donde los musulmanes del reino nazarí de Granada sufrieron una grave derrota. Y, por otra parte, conviene señalar que en el testamento que Teresa Ximénez de Góngora, madre de Martín Alfonso, otorgó en solitario en Córdoba el día 30 de diciembre de 1327, ratificó la donación del señorío y del castillo de Dos Hermanas a su hijo.
Martín Alfonso de Córdoba acompañó al rey Alfonso XI en la conquista de las villas de Olvera y Ayamonte y del castillo de Pruna, que fueron conquistados por el ejército castellano en el verano de 1327, y en 1330, aunque Fernández de Béthencourt señaló erróneamente que fue en 1329, Martín Alfonso estuvo con el rey en la conquista de las villas de Baena y de Teba y de los castillos de Priego y de Cañete la Real.
También estuvo presente Martín Alfonso en la coronación del rey Alfonso XI de Castilla, que tuvo lugar en la ciudad de Burgos en 1332, aunque Fernández de Béthencourt afirmó erróneamente que fue en el año 1330. Y Alfonso XI aprovechó la ceremonia de su coronación para armar caballeros de la Orden de la Banda, que había sido fundada por el monarca en Vitoria a fin de estimular el espíritu caballeresco entre sus vasallos, a numerosos nobles entre los que figuraba Martín Alfonso de Córdoba. Y en la Crónica y en la Gran Crónica de Alfonso XI consta que un día después de haber sido coronado, el rey convocó en su palacio a todos los que iban a ser armados caballeros por él y esa misma noche fueron en procesión hasta el monasterio de las Huelgas de Burgos, donde había sido coronado Alfonso XI, y pasaron la noche en oración velando sus armas, cada uno en su altar, y a la mañana siguiente fueron armados caballeros por el rey y después almorzaron con él en su palacio de las Huelgas. Y la historiadora Isabel García Díaz señaló que lo novedoso de esta investidura masiva de más de 100 caballeros radicó en que, aparte de la «fastuosidad» con la que se realizó, volvió a adoptarse la costumbre de armar caballeros, que no se practicaba desde la época de Sancho IV de Castilla, abuelo de Alfonso XI.
En la primavera de 1333, aunque Fernández de Béthencourt afirmó equivocadamente que fue en 1331, el rey Muhammed IV de Granada asedió durante tres días el municipio cordobés de Castro del Río con un poderoso ejército, y los musulmanes atacaron la mencionada villa con tanto ímpetu que en un solo día llegaron a derribar seis de los «recios portillos» de sus murallas. Pero el ataque de los granadinos fue frenado por algunos caballeros de la ciudad de Córdoba desde el castillo de Espejo, donde se hallaban Martín Alfonso de Córdoba y Pay Arias de Castro, aunque hubo discrepancias en cuanto al modo de defender Castro del Río, ya que unos creían que lo mejor era penetrar en el castillo lo antes posible, y otros pensaban que la resistencia en el interior era insostenible y que lo mejor que se podía hacer era «negociar la salida» de sus moradores, aunque en esos momentos Martín Alfonso manifestó que lo «defendería o moriría en él». Sin embargo, Pay Arias de Castro permaneció en el castillo de Espejo. Y el asedio de Castro del Río y la victoria de las tropas de Martín Alfonso de Córdoba sobre los musulmanes fueron narrados del siguiente modo por Recuero Lista en su tesis sobre el reinado de Alfonso XI de Castilla:

Los hombres de Martín Alfonso encontraron que los musulmanes estaban cansados después de la batalla, y que tenían poca guardia, pues su misión era no dejar salir a nadie, no impedir que entraran. Aprovechando estas circunstancias, los castellanos entraron en el arrabal y encontraron las puertas cerradas. Los de Castro estaban demasiado cansados para abrirles las puertas, pero les facilitaron la entrada por un portillo. Sin embargo, los hombres que habían acudido a pie no pudieron seguir el paso de los caballeros, y pronto cayeron en manos de los musulmanes. Una vez dentro, los hombres de Martín Alfonso, viendo el mal estado en el que se encontraba la fortaleza y los hombres que la defendían, hicieron todo lo que pudieron para reparar los daños, pero el trabajo era de tal magnitud que pronto se dieron cuenta de que era imposible mantener el cerco durante mucho tiempo, por lo que decidieron enviar mensajeros a Espejo y Córdoba pidiendo que un grupo de hombres acudiera al castillo por la noche, donde encontrarían a los moros cansados, y que, una vez allí descercaran el lugar o entrasen en el castillo para defenderlo. El plan llegó a oídos de los granadinos cuando uno de los mensajeros fue capturado, por lo que Muhammad IV decidió combatir durante el día el castillo de la forma más contundente posible para conseguir tomarlo ese mismo día, pues si esperaban hasta la noche los cordobeses se les echarían encima. A pesar de no contar con suministros, ni con flechas que lanzar desde las almenas, la resistencia de los cristianos que se encontraban dentro del castillo de Castro fue estoica. Cuando uno de los portillos cayó, fue defendido fieramente por Martín Alfonso. Sin embargo, también el otro lado del muro estaba cediendo, por lo que un hombre le mandó llamar para que les enviase refuerzos. Martín Alfonso respondió que no podía, pues si prescindía de alguien en el portón, este caería definitivamente. Esta era la situación cuando llegó la noche y Muhammad IV ordenó a sus tropas que regresasen al campamento, momento que fue aprovechado por Martín Alfonso para enviar nuevos mensajes a Espejo pidiendo más hombres que les ayudasen a defender el castillo. Finalmente los de Espejo respondieron a la petición y, nada más llegar, se pusieron a reconstruir el muro. Cuando llegó el amanecer, los musulmanes se retiraron y dejaron el lugar en manos cristianas.

El asedio de Castro del Río fue relatado minuciosamente en el capítulo CXI de la Crónica de Alfonso XI y también en el capítulo CXXIX de la Gran Crónica de Alfonso XI. Y Tomás Márquez de Castro señaló que Martín Alfonso estuvo presente poco después con las tropas de la ciudad de Córdoba en la restauración del castillo de Cabra, que había sido conquistado por el rey de Granada después del asedio de Castro del Río.

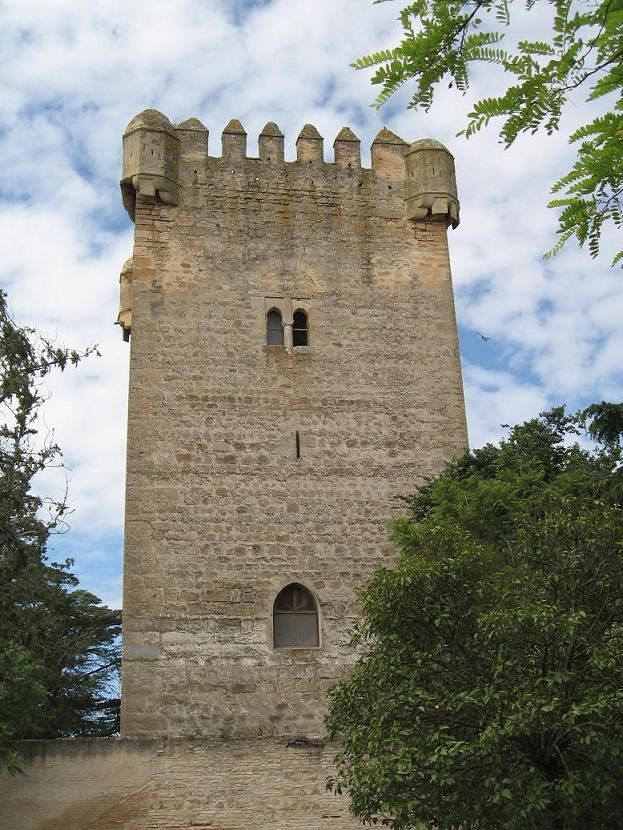
Torre del castillo de Montemayor. (Provincia de Córdoba).

El escudo de armas usado por Martín Alfonso de Córdoba estaba formado a partir del escudo de la Casa de Córdoba y de una banda de sable engolada sobre él de dos dragantes de sinople, y otros autores añaden que Martín Alfonso añadió dos nuevos elementos a su escudo de armas para diferenciarlo de las otras ramas de la Casa de Córdoba, siendo uno de ellos la bordura de plata, «que es Montemayor», y el segundo la banda de sable engolada de dos dragantes de sinople. Además, Luis de Salazar y Castro indicó que Martín Alfonso usó ese escudo de armas «en recuerdo» de su victoria sobre el rey Muhammed IV de Granada en Castro del Río, aunque según el abad de Rute lo hizo por haber sido caballero de la Orden de la Banda. Y Pascual Madoz, por su parte, indicó que en el escudo de Martín Alfonso, y por concesión de Alfonso XI de Castilla, había una banda «en bocas de dragantes» como premio por haber ayudado a levantar el sitio que el rey de Granada puso a Castro del Río en 1333.
Martín Alfonso de Córdoba acompañó al rey Alfonso XI en numerosas expediciones militares, y Francisco Fernández de Béthencourt señaló que «hay quien afirma» que en 1340 llevó el pendón real de la ciudad de Córdoba en la batalla del Salado, y que también estuvo junto al monarca castellano en los asedios de Algeciras y de Gibraltar, donde moriría el rey Alfonso XI de Castilla el día 26 de marzo de 1350 a causa de la peste. Y el abad de Rute afirmó que en la capilla de San Pedro de la Mezquita-catedral de Córdoba estuvo colocada una pintura en siglos pasados que representaba a Martín Alfonso con el pendón de la ciudad de Córdoba, por haberlo llevado en la batalla del Salado, y con la insignia de caballero de la Orden de la Banda.
El día 8 de marzo de 1340, y hallándose en la ciudad de Sevilla, Alfonso XI expidió un privilegio que autorizaba a Martín Alfonso de Córdoba a poblar y construir un castillo en su villa de Montemayor, y en el privilegio se añadía «que tenía comenzado á poblar en su propia Heredad, por quanto era comarca en que se podía hacer guerra á los moros y muy gran servicio á Dios y á su alteza». El castillo de Montemayor fue construido por deseo de Martín Alfonso debido a que su castillo de Dos Hermanas era inseguro y poco apropiado para la defensa constante contra los musulmanes, por lo que el señor de Montemayor ordenó desmantelar este último y trasladó a su población a Montemayor por ser un lugar «más ventajoso y fuerte». El nuevo castillo fue edificado en los terrenos que ocupó la ciudad romana de Ulia y en un cerro situado a corta distancia de la actual población de Montemayor, y según Nieto Lozano comenzó a construirse pocos meses después de que Alfonso XI expidiera el privilegio mencionado anteriormente. Y como Martín Alfonso de Córdoba fue también conocido como Martín Alfonso de Montemayor, Fernández de Béthencourt señaló que:

...por lo cual él mismo fue conocido, según las costumbres de la época, por Martín Alfonso de Montemayor, con cuyo apellido su numerosa descendencia se distinguió después de todos los otros señores de la Casa de Córdova, llamándose, como se verá, tanto o más que Córdova, con el de Montemayor, o usándolos confundidos frecuentemente, y constituyendo una de las cuatro grandes líneas capitales de esta célebre familia, en realidad la cuarta y menor de todas ellas.

La construcción del castillo de Montemayor consolidó «el señorío y la casa nobiliaria» de Montemayor, como indicó Nieto Lozano, y Quintanilla Raso mencionó que después de convertirse en señor de Montemayor, Martín Alfonso de Córdoba estableció «una nueva rama familiar» desgajada de la Casa de Córdoba en la que, entre los años 1327 y 1521 llegaron a sucederse seis señores que llegaron a ocupar «en todo momento un destacado papel en el conjunto de la nobleza cordobesa» y de quienes descienden los condes de Alcaudete. Y, por otra parte, conviene señalar que el día 26 de julio de 1346 Martín Alfonso intercambió su heredad de la Reina por otra conocida como heredad del Fraile con Sancha Martínez, que era viuda del alcalde Juan Pérez y vecina de la collación de San Salvador de Córdoba, según consta en un documento conservado en el archivo de la catedral cordobesa.

### Testamentos y muerte

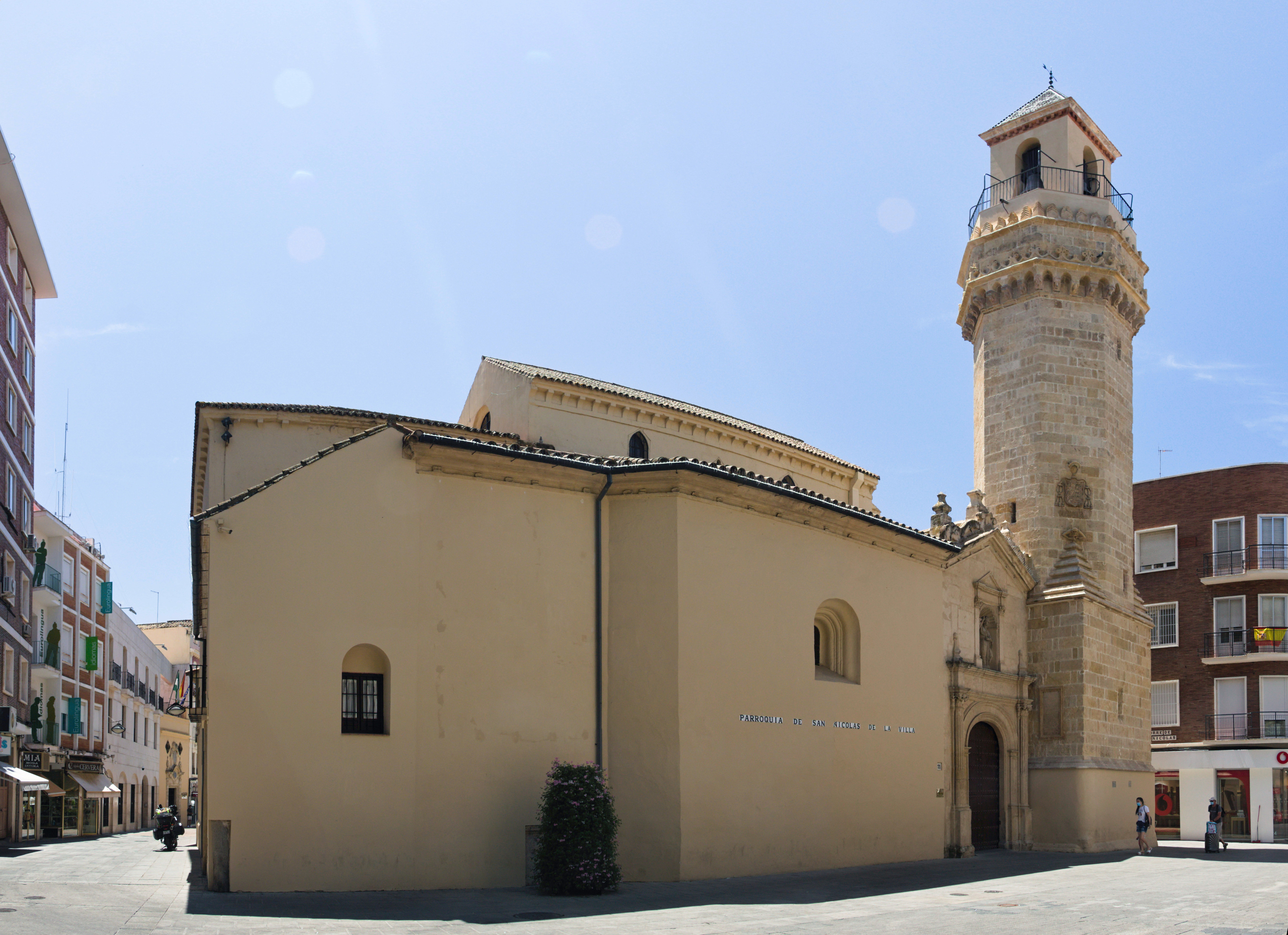
Exterior de la iglesia de San Nicolás de la Villa de Córdoba.

El día 4 de octubre de 1340, y siendo vecino de la collación de San Nicolás de la Villa de la ciudad de Córdoba, Martín Alfonso otorgó su primer testamento ante Álvaro Fernández y Simón Ruiz, escribanos públicos de Córdoba. Y en el disponía que su cadáver debería ser enterrado en la capilla de la Mezquita-catedral de Córdoba donde yacía su padre y también que deberían ser restituidos a sus legítimos propietarios todos los bienes de los que se había apoderado durante «la guerra» que hubo entre el infante Felipe y Don Juan Manuel, es decir, durante la revuelta de Córdoba de 1320. A su hijo mayor, Alfonso Fernández de Montemayor, y «como mejora de tercio con fuerza de vínculo», le legó el castillo de Montemayor y su señorío o Casa de Dos Hermanas y el cortijo de las Salinas junto con lo que había comprado del cortijo de Montefrío y lo que compró de la Torre de Lara con todo su heredamiento, más las casas principales donde habitaba el testador. Y en caso de que su hijo mayor no pudiera heredar, nombró heredero principal a su segundo hijo, Fernando Alfonso, en caso de que no fuese clérigo, y si lo fuese a su tercer hijo, Lope Gutiérrez, y sino a su cuarto hijo, Diego Alfonso. Y en caso de ausencia de los anteriores nombró herederos principales a sus dos hijos menores, Gutierre y Martín, y sino a sus hijas.
A su segundo hijo le legó el castillo de Aguaxarón, y si fuera clérigo, a su hijo tercero «con las mismas condiciones» en que había legado Dos Hermanas al primogénito. Y al mismo tiempo legó 10.000 maravedís a su esposa, y dispuso que se mantuviera con todos los bienes que quedaran una vez se hubieran cumplido todas las cláusulas del testamento, aunque sólo hasta que sus hijos tuvieran la edad suficiente para entregarle todo «cuanto era suyo». Sin embargo, en el caso de que su esposa volviera a casarse de nuevo sería privada de esos bienes y mandó «que ge se los den á un tutor que gelos adelante» hasta que sus hijos hubieran alcanzado la edad necesaria. Y Martín Alfonso también ordenó que sus alcaides mantuvieran sus castillos en nombre de sus hijos, y dejó las Casas del Bañuelo en la Collación de Omnium Sanctorum y la parte que había heredado de su padre en el Baño de Doña María para que su sucesor pusiera un «capellán en la Capilla de aquel Señor que cantara misas por ambos». Y por último nombró albaceas testamentarios suyos a su primo Martín Alfonso de Saavedra, a su esposa Aldonza López de Haro y al obispo de Córdoba.

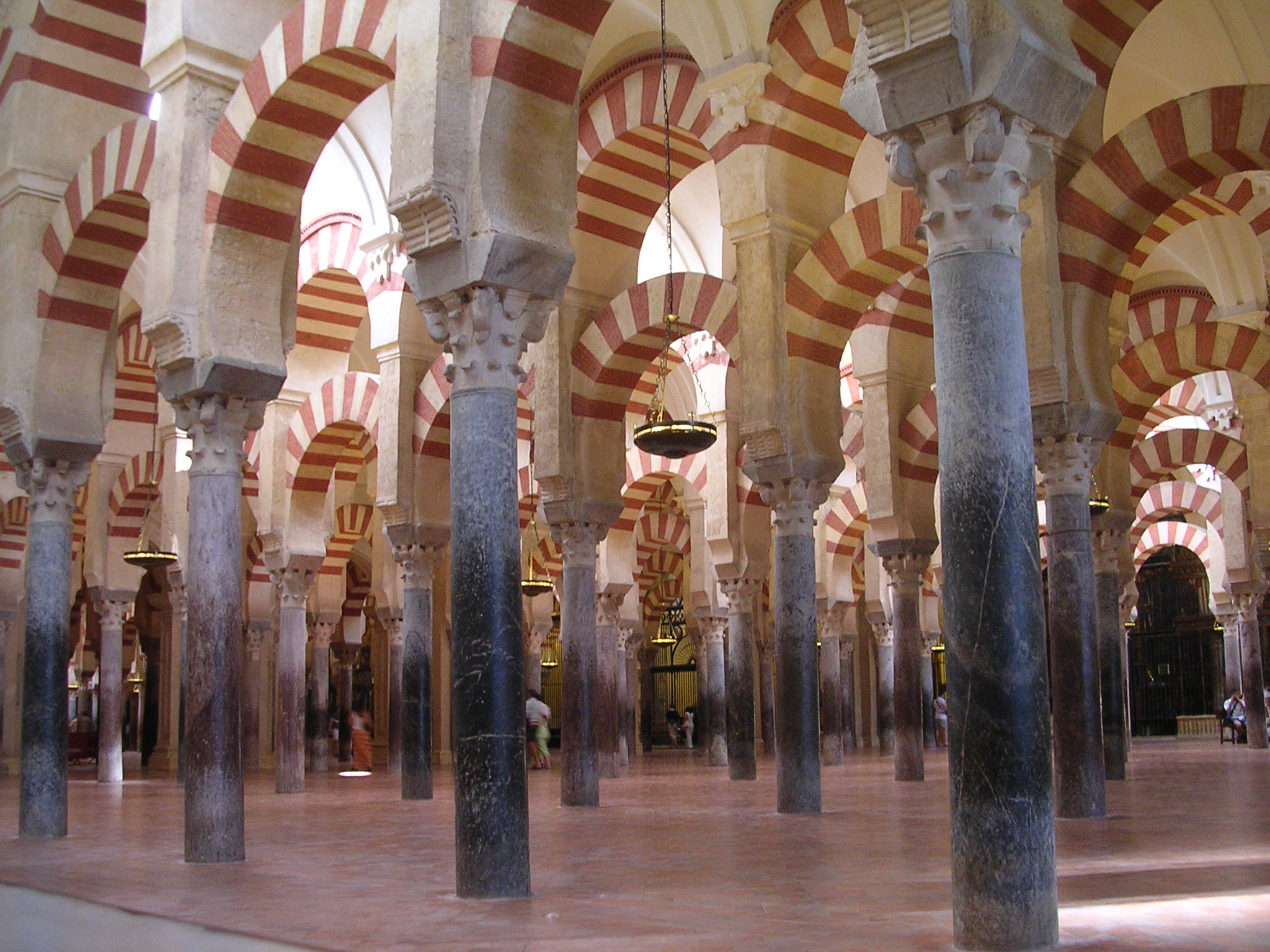
Interior de la Mezquita-catedral de Córdoba.

Pero nueve años después, el día 13 de febrero de 1349, Martín Alfonso otorgó un segundo testamento hallándose en sus casas de la collación de San Nicolás de la Villa de Córdoba y ante los escribanos Pedro Alfonso, Simón Ruiz, Fernán González, Gonzalo Ruiz y Fernán Álvarez. Y en su segundo testamento ratificó la mayor parte de las disposiciones del primero y agregó al mayorazgo de Montemayor, que sería destinado a su hijo primogénito, y «como mejora del tercio», la Torre de Lara y Frenil y todos los heredamientos pertenecientes a dichos lugares a excepción del de las Salinas, que dejó a su tercer hijo. Y a su segundo hijo le legó la Torre de Fernán-Núñez con todo su heredamiento y también el de Abencalez, aunque este último «según» lo había heredado de su padre, y a su tercer hijo le dejó las Salinas mencionadas anteriormente y la Casa de Duernas, que era conocida por los musulmanes como Torre del Cielo, junto con todo su heredamiento y según lo había recibido el testador «por compra». Y Martín Alfonso también ordenó que a su esposa Aldonza se le entregaran los bienes que había aportado al matrimonio, y nombró como albaceas testamentarios suyos a su esposa, al obispo de Córdoba, Fernando Núñez de Cabrera, a Diego Ruiz, canónigo de la colegiata de San Hipólito de Córdoba, y a su sobrina Teresa, que seguramente sería la hija de su hermano mayor. Y el testador también dejó 1.000 maravedís al cabildo catedralicio de Córdoba «para que hiciese su enterramiento» y ordenó que:

E mando que mis herederos no vayan contra esto que yo mando en este mi testamento, ni contra parte dello, e qualquiera de los dichos mis herederos que fueren contra esto que yo mando en este mi testamento, ni contra parte dello, ni mi mujer Aldonza López, e que ayan los mis herederos que en ello consintieren para si ciento veinte mil maravedís de mis bienes, que digo que yo gané de merced que me ficieron el Rey, y los Señores, e esto que sea por pena: e juro por el nombre de Dios, e de Santa María, que gané los dichos cien mil maravedís con el Rey, y con los Señores, como dicho es.

Martín Alfonso falleció en la ciudad de Córdoba el día 8 de julio de 1349, y después de su muerte, su hijo primogénito, Alfonso Fernández de Montemayor, ocupó la jefatura de la Casa de Montemayor. Y, por otra parte, conviene añadir que el día 10 de julio de 1349, y a petición de Nicolás López, que era criado de Martín Alfonso de Córdoba, se hizo un traslado notarial de su segundo testamento por orden del alcalde ordinario de Córdoba, Lope Fernández, que lo «autorizó y firmó» junto con los escribanos públicos Fernán Álvarez y Pedro Ximénez.

## Sepultura
Fue sepultado en la capilla de San Bartolomé, conocida también como capilla del Adalid, de la Mezquita-catedral de Córdoba, aunque posteriormente sus restos mortales fueron trasladados a la capilla de San Pedro del mismo templo junto con los de su esposa, Aldonza López de Haro. Y conviene añadir que la mencionada capilla de San Pedro fue concedida el día 27 de noviembre de 1368 por el deán y el cabildo catedralicio cordobés a Alfonso Fernández de Montemayor, hijo primogénito de Martín Alfonso, a instancias del rey Enrique II de Castilla y por los señalados servicios que había prestado a este último, como lugar de enterramiento para él y sus descendientes.

## Matrimonio y descendencia

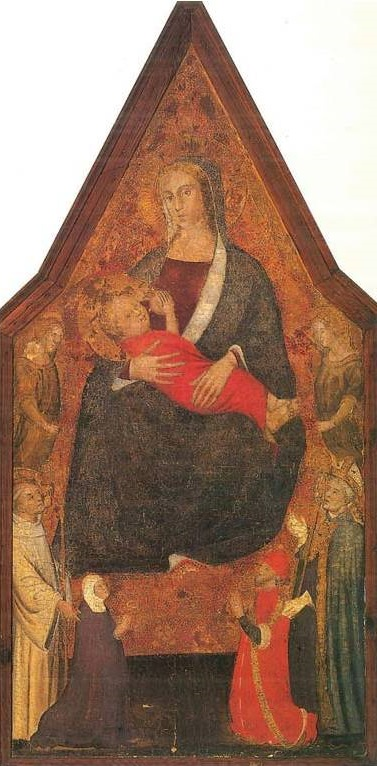
Políptico de la Virgen de la Leche. Ca. 1368-1390. Alfonso Fernández de Montemayor aparece vestido de rojo y arrodillado a los pies de la Virgen María y con la banda dorada de caballero de la Orden de la Banda. (Museo Diocesano de Córdoba).

Contrajo matrimonio con Aldonza López de Haro, que fue V señora de Fernán Núñez y Abencaez, e hija de Lope Gutiérrez de Haro el Viejo, mayordomo mayor del rey Alfonso X de Castilla y alcalde mayor de Sevilla, y de su esposa María. Y fruto de su matrimonio nacieron los siguientes hijos:
- Alfonso Fernández de Montemayor (m. 1390). Fue señor de Dos Hermanas, Montemayor, Alcaudete,[92][96] Andújar, Arjona, Bailén, Linares, Salvatierra, Hornachuelos[97] y Albendín[98] y llegó a ocupar los cargos de adelantado mayor de la frontera de Andalucía y de alcalde mayor de Córdoba, siendo además vasallo de los reyes Enrique II y Juan I de Castilla.[96] Y fue sepultado en la capilla de San Pedro de la Mezquita-catedral de Córdoba junto a sus padres.[96]
- Fernando Alfonso de Córdoba. Su padre le legó en su testamento el castillo de Aguaxarón y los heredamientos de Fernán Núñez y Abencalez, pero murió siendo joven y sus bienes pasaron a manos de su hermana Inés Alfonso.[94]
- Lope Gutiérrez de Córdoba (m. 1409). Fue señor de Guadalcázar,[12] Montilla, Duernas y Santa Cruz, alcalde mayor perpetuo de Córdoba, caballero de la Orden de la Banda y procurador a Cortes por la ciudad de Córdoba en el año 1390, aunque en 1377 intercambió su señorío de Montilla por el de Guadalcázar con su primo Gonzalo Fernández de Córdoba, primer señor de Aguilar.[99] Contrajo matrimonio con Inés García Oter de Lobos,[75] que era hija de Garcí Fernández Oter de Lobos, señor de Pertusa, Pertusilla y Plana de Argas y alguacil mayor de Toledo, y de Juana de Bahamonde, con quien tuvo seis hijos.[100] Lope Gutiérrez de Córdoba otorgó testamento en la ciudad de Córdoba el día 24 de diciembre de 1409 y fue sepultado junto con su esposa en la capilla mayor del convento de San Francisco de Córdoba.[101]
- Diego Alfonso de Córdoba (m. antes de 1409). Fue señor de las Cuevas de Guadarromán y veinticuatro de Córdoba.[102]
- Gutierre de Córdoba.[103]
- Martín Alfonso de Córdoba. Fue alcalde mayor de Córdoba en 1366 y según el abad de Rute también en 1418.[103]
- Teresa Alfonso de Montemayor. Contrajo matrimonio con Esteban Venegas, que era hijo de Egas Venegas, señor de Luque y alcalde mayor de Córdoba, y de Beatriz de Tolosán, con quien tuvo descendencia.[103]
- Inés Alfonso de Montemayor.[12] Fue VI señora de Fernán Núñez y Abencaez, y contrajo matrimonio con Diego Gutiérrez de los Ríos, V señor de la Casa de los Ríos[104][105] —e hijo de Juan II Gutiérrez de los Ríos, IV señor de su linaje en Córdoba— y de Juana García de Aguayo, quienes serían abuelos de Diego Gutiérrez de los Ríos y Venegas, I señor de las Ascalonias.[106][104]
- Beatriz Alfonso de Montemayor. Es mencionada en el testamento de su hermano Lope Gutiérrez de Córdoba, aunque no hay más datos sobre ella.[107]

| Predecesor: Fue el primero | Señor de Montemayor 1327 – 1349 | Sucesor: Alfonso Fernández de Montemayor |